# 25. srbska brigada (NOVJ)
Za druge 25. brigade glejte 25. brigada.
25. srbska brigada (srbohrvaško: 25. srpska brigada) je bila brigada v sestavi Narodnoosvobodilne vojske in partizanskih odredov Jugoslavije in ki je delovala med drugo svetovno vojno na področju Kraljevine Jugoslavije.

## Organizacija
- štab
- 4x bataljon